# Prokopův most
Prokopův most (v letech 1945–1990 most Rudé armády) je železobetonový most v Pardubicích přes Chrudimku dle projektu Ing. Stanislava Bechyně. Most spojuje Bubeníkovy sady a Čechovo nábřeží s dnešní Jahnovou třídou, byl otevřen 29. července 1935 a je pojmenován po bývalém pardubickém starostovi Ing. Josefu Prokopovi. O několik metrů severněji se předtím nacházel dřevěný most „Lávka“ s provozem jen pro pěší.
Současný Prokopův most nahradil původní ocelový most z devatenáctého století. Ten byl rozebrán a odstěhován asi 2,5 km proti proudu Chrudimky do vojenského prostoru. Zde byl opět smontován a tvoří střední část mostu s lidovým názvem Červeňák. Dosud slouží k občasnému provozu.